# Římskokatolická farnost Lužice
Římskokatolická farnost Lužice (lat. Luschicium,) je zaniklá církevní správní jednotka sdružující římské katolíky v Lužicích a okolí. Organizačně spadala do krušnohorského vikariátu, který je jedním z deseti vikariátů litoměřické diecéze.

## Historie farnosti
Již před rokem 1352 byla v místě plebánie. Od roku 1641 jsou vedeny matriky. Od roku 1661 byl společný farář pro farnosti Měrunice a Lužice. Samostatná fara byla v Lužici zřízena asi roku 1740.
Farnost existovala do 31. prosince 2012 jako součást farního obvodu farnosti Most - in urbe. Od 1. ledna 2013 zanikla sloučením do farnosti Vtelno u Mostu.

### Duchovní správcové vedoucí farnost
Začátek působnosti jmenovaného v duchovní správě farnosti od:
- 1661   Nicolaus Anton. Podhorský
- 1688   Mathias Franc. Weiss
- 1709   Ioann. Wenc. Kroupa
- 1722   Christ. Ign. Teigl
- 1765   Mathias Norbertus Horak
- 1777   Anton. Ritter, † 7. 2. 1784
- 1785   Andreas Stowasser
- 1793   Wenc. Sieber, † 20. 3. 1799
- 1800   Wenc. Karas, † 16. 1. 1819
- 1817   cap. et par. admin. Ignat. Dittrich
- 1819   Franc. Langecker, n. 11. 2. 1785 Leitmeritz, o. 31. 8. 1807, † 29. 9. 1851
- 1838   Anton. Stumpf, n. 25. 7. 1782 Seestadtl, o. 31. 8. 1808
- 1854    chybí katalog
- 1855   Josef Gründig, n. 29. 3. 1798 Katharinaberg, o. 7. 9. 1823, † 22. 10. 1877
- 1876   Josef Preiss, n. 24. 12. 1830 Kuttowenka, o. 25. 7. 1854, † 14. 4. 1904
- 1893   par. vacat, admin. int. Franc. Theuser
- 1894   Car. Ducke, n. 24. 9. 1846 Tacha, o. 23. 7. 1870, † 6. 12. 1897
- 1898   Carol. Reiter, n. 8. 6. 1859 Mn. Hradiště, o. 24. 8. 1882, † 30. 12. 1932
- 1910   Henr. Turek, n. 21. 6. 1867 Volyń, o. 17. 7. 1892
- 1. 12. 1940   Franc. Neugebauer, n. 14. 12. 1901 Rotwasser, o. 11. 7. 1926, † 14. 1. 1985
- 4. 9.  1953    Václav Vosáhlo
- 1. 8.  1954    Stanislav Mareček
- 24. 10. 1955 Karel Kahoun
- 1. 6.  1958    Bohumil Řezníček
- 1. 3.  1969    František Blaise, admin. exc.
- 1. 1.  1980    Stanislav Česlík
- 1. 9.  1980    Petr Nižnanský
- 1. 12. 1989   Pavel Zach
- 1. 7.  1990    Petr Lukšan
- 1. 9.  1995    Jan Bečvář
- 1. 8. 1999     Bohuslav Bártek
- 1. 7.  2001   Josef Hurt, admin. exc. z Mostu
- 1. 7. 2010 – 31. 12. 2012 Grzegorz Marian Czyżewski, admin. exc. z Mostu[3]

Kromě kněží stojících v čele farnosti, působili ve farnosti v průběhu její historie i jiní kněží. Většinou pracovali jako farní vikáři, kaplani, katecheté, výpomocní duchovní aj.

## Území farnosti
Do farnosti náleželo území obcí:
- Dobrčice (Dobschitz)[p 2]
- Korozluky (Kolosoruk)[p 2] s osadou Sedlec (Sedlitz)[p 2]
- Lužice (Luschitz)[p 2] s místní částí Svinčice (Swindschitz)[p 2]

## Římskokatolické sakrální stavby a místa kultu na území farnosti
| | Fotografie | Stavba                         | Místo           | Bohoslužby                      | Zeměpisné souřadnice             | Status                                                                          | Číslo kulturní památky                       |
| Kostel | Kostel     | Kostel                         | Kostel          | Kostel                          | Kostel                           | Kostel                                                                          | Kostel                                       |
| --- | ---------- | ------------------------------ | --------------- | ------------------------------- | -------------------------------- | ------------------------------------------------------------------------------- | -------------------------------------------- |
| 1. |            | Kostel sv. Augustina           | Lužice          | bližší informace o bohoslužbách | 50°29′32″ s. š., 13°45′28″ v. d. | do 31. prosince 2012 farní kostel, poté filiální kostel farnosti Vtelno u Mostu | 50884/5-5839 (Pk•MIS•Sez•Obr•WD) (Q12030665) |
| Kostel |            |                                |                 |                                 |                                  |                                                                                 |                                              |
| 2. |            | Kaple sv. Josefa               | Korozluky zámek | bližší informace o bohoslužbách | 50°29′32″ s. š., 13°45′28″ v. d. | obecní kaple                                                                    | 44036/5-5342 (Pk•MIS•Sez•Obr•WD) (Q12030242) |
| Zaniklé sakrální stavby |            |                                |                 |                                 |                                  |                                                                                 |                                              |
| 3. |            | Kaple sv. Blažeje              | Dobrčice        | nelze sloužit                   | 50°29′48″ s. š., 13°45′48″ v. d. | polozřícená kaple                                                               | —                                            |
| 4. |            | Kaple sv. Antonína Paduánského | Sedlec          | nelze sloužit                   | 50°29′4″ s. š., 13°42′44″ v. d.  | zbořená kaple                                                                   | —                                            |
| Některé drobné sakrální stavby a pamětihodnosti lze dohledat zde v databázi Drobné sakrální památky Zaniklé sakrální stavby lze dohledat zde v databázi Poškozené a zničené kostely, kaple a synagogy v České republice |            |                                |                 |                                 |                                  |                                                                                 |                                              |

Ve farnosti se mohou nacházet i další drobné sakrální stavby, místa římskokatolického kultu a pamětihodnosti, které neobsahuje tato tabulka.

## Galerie sakrálních pamětihodností ve farnosti

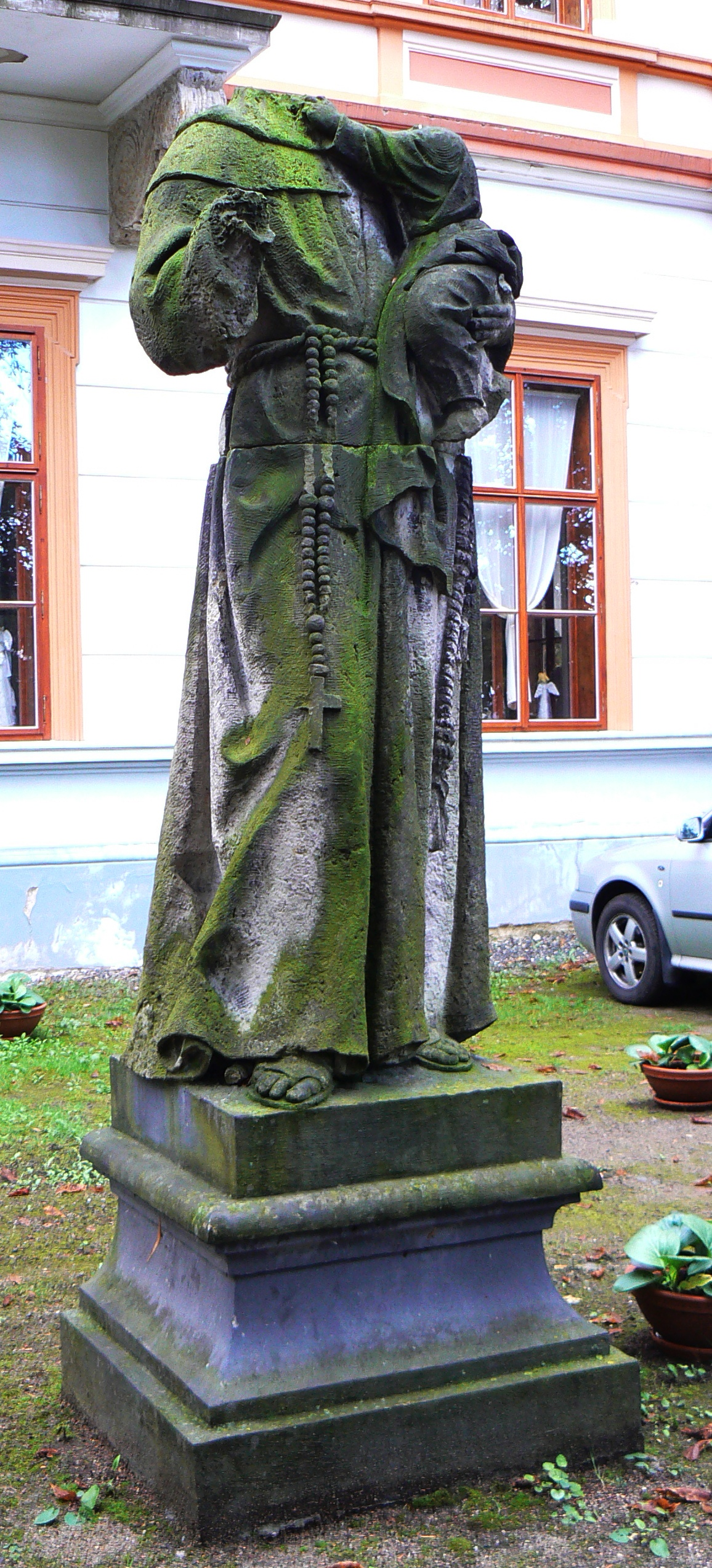
Socha sv. Antonína Paduánského v Korozlukách
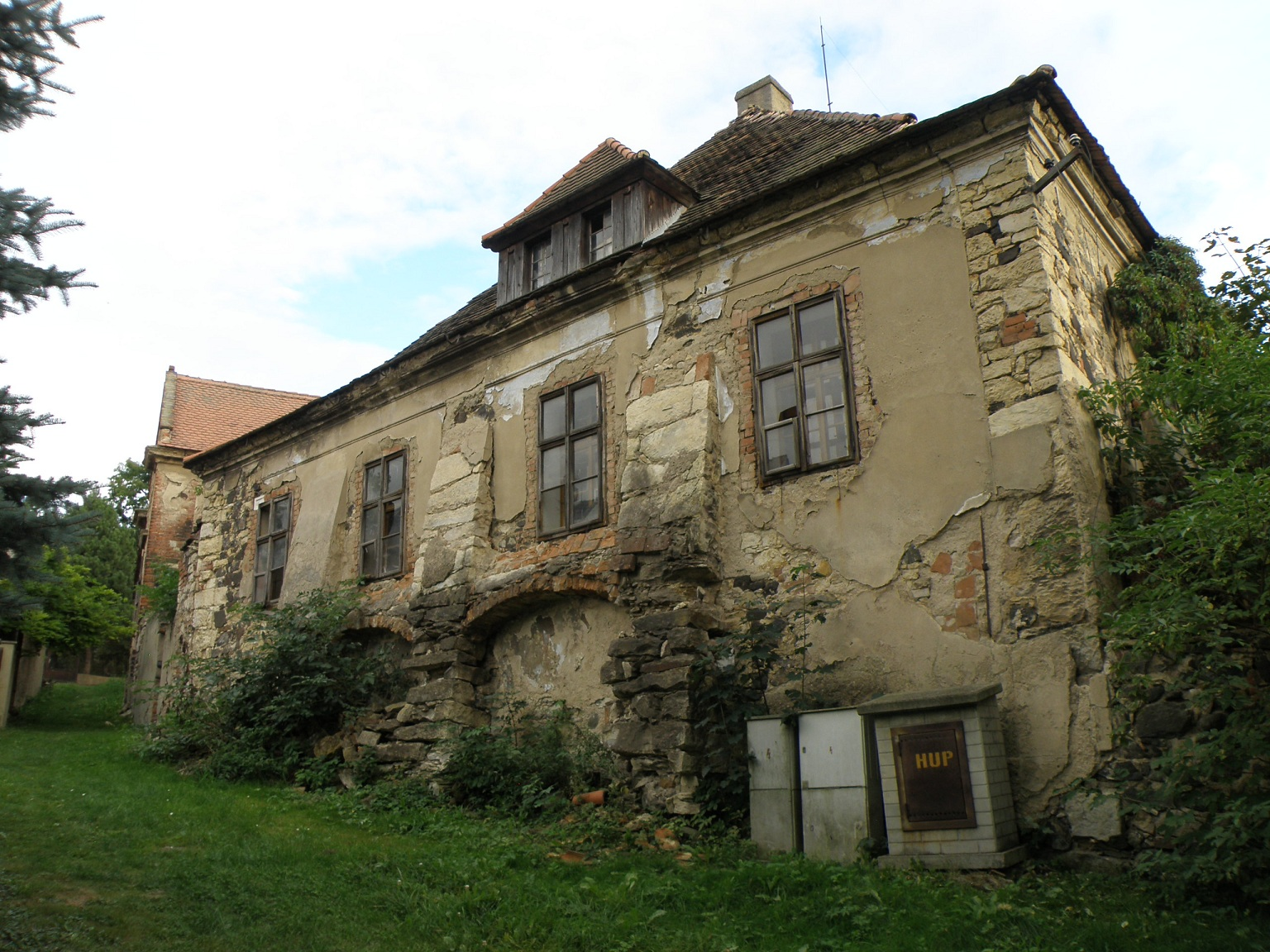
Fara v Lužicích
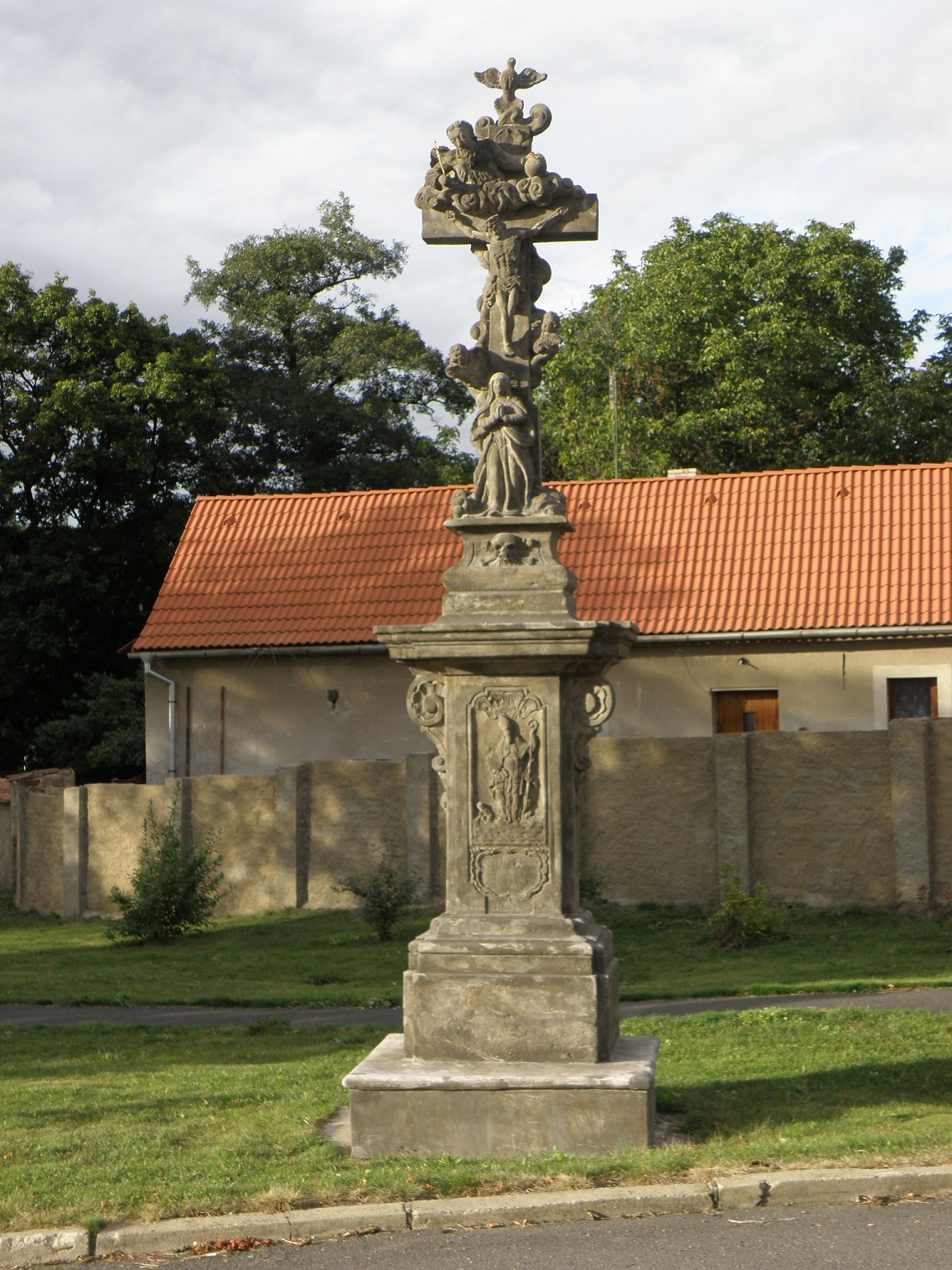
Kříž v Lužicích